# RuhrFutur
RuhrFutur ist Trägerin des gleichnamigen Bildungsnetzwerks, welches zentrale Beratungs- und Transferleistungen für zentrale Akteure im Bildungsbereich und in der Kinder- und Jugendhilfe anbietet. Gleichzeitig ist RuhrFutur eine Umsetzungsagentur für öffentliche und zivilgesellschaftlich finanzierte Förderprojekte mit dem Ziel das Bildungssystem leistungsfähiger und chancengerechter zu gestalten.
Gesellschafterin der RuhrFutur sind der Regionalverband Ruhr sowie die Stiftung Mercator.

## Geschichte
Gegründet wurde die Initiative im Jahr 2013, die Geschäftsstelle hat ihren Sitz in der Stadt Essen.

## Initiative
RuhrFutur ist gemeinsam mit dem Regionalverband Ruhr Initiator und Gestalter des Bildungsnetzwerks im Ruhrgebiet. Das Bildungsnetzwerk umfasst alle, die die Bildungslandschaft im Ruhrgebiet mitgestalten und davon profitieren. Im Bildungsnetzwerk unterstützt RuhrFutur die themenbezogene Vernetzung über kommunale und institutionelle Grenzen hinweg.
Derzeitige thematische Schwerpunkte:
- Übergangsgestaltung von früher Bildung zur Grundschule
- Personelle Unterstützungsmaßnahmen von Bildungsinstitutionen
- Zusammenarbeit mit Eltern
- Vernetzung und Entwicklung von Bildungsinstitutionen im Sozialraum
- Startchancen-Programm im Ruhrgebiet
- Regionales Bildungsmonitoring und Bildungsberichterstattung

Zur Ausgestaltung der Arbeit im Bildungsnetzwerk verfolgt RuhrFutur die folgenden Aktivitäten:
- Organisation, Durchführung und inhaltliche Gestaltung themenbezogener Veranstaltungen (Informations- und Arbeitsformate)
- Konzeption, Durchführung und Trägerschaft von Projekten
- Erarbeitung und Distribution von Produkten bzw. Konzepten (auch für den Transfer)
- Unterstützung beim interkommunalen Transfer bestehender Produkte bzw. Konzepte
- Beratung

Mit den Aktivitäten werden Akteure der kommunalen Bildungslandschaft (z. B. Beigeordnete für Schule und Soziales, Fachbereichsleitungen, Bildungsbüros, Jugendämter, Integrationszentren), Hochschulen, Zivilgesellschaft und Land adressiert.

## Projekte (Auswahl)
- Kinderstuben
- Bildungsbericht Ruhr
- Maßnahmen im Rahmen des Startchancen-Programms im Ruhrgebiet